# Granius Licinianus
Granius Licinianus (2. század? 3. század?) római író

## Élete
Életéről semmit sem tudunk. Műveinek töredékeit 1853-ban fedezték fel egy háromszoros palimpszeszten (a Kr. e. 163 és a Kr. e. 78. évek története). Hogy ő maga mikor élt, bizonytalan, egyes kutatók Augustus korába, mások Marcus Antonius idejébe, megint mások a 3. század – 4. századba teszik.